# Lionel Aingimea
Lionel Rouwen Aingimea (ur. 2 września 1965 na Nauru) – nauruański prawnik i polityk, prezydent Nauru od 27 sierpnia 2019 do 28 września 2022.

## Życiorys
Aingimea studiował prawo w Australii, a doświadczenia nabierał, pracując w organizacji pozarządowej Regional Rights Resource Team, a także będąc obrońcą z urzędu na Wyspach Marshalla. Po powrocie na Nauru został członkiem sekretarzem sprawiedliwości, kontroli granicznych, służb publicznych i spraw zagranicznych podległym pod Davida Adeanga i członkiem parlamentu Nauru w latach 2016-2019, a w wyborach 2019 ponownie dostał się do parlamentu z okręgu Meneng na kolejne trzy lata. W tych samych wyborach mandatu nie otrzymał dotychczasowy prezydent Baron Divavesi Waqa, co spowodowało wakat na stanowisku prezydenta. 27 sierpnia 2019 stosunkiem głosów 12-6 Parlament Republiki Nauru wybrał go na stanowisko prezydenta, wygrywając z byłym ministrem finansów i sprawiedliwości, a także dawnym przełożonym Aingimei Davidem Adeangiem, a następnego dnia powołał rząd, który składał się (oprócz niego) z sześciu członków. Sam Aingimea objął stanowiska (poza prezydenckim) między innymi ministra służb publicznych, ministra spraw zagranicznych i handlu (19 stanowisk, łącznie z prezydenckim 20). Zakończył pełnienie funkcji z dniem 28 września 2022.